# ابروتاباندلاج أكرانيس
ابروتاباندلاج أكرانيس هو نادي كرة قدم في آيسلندا تأسس في 1946. يلعب في دوري آيسلندا الممتاز.

## وصلات خارجية
- الموقع الرسمي